# Chappell (Nebraska)
Chappell è un comune degli Stati Uniti d'America, situato in Nebraska, nella contea di Deuel.